# Dzieje grzechu (powieść)
Dzieje grzechu – powieść Stefana Żeromskiego wydana w 1908 roku. Wcześniej, w latach 1906–1908, ukazywała się ona w odcinkach w „Nowej Gazecie”.
Dzieło jest określane mianem „powieści seksualnej” lub „kolejowego romansu”. Powieść ze względu na swoją tematykę wzbudzała wiele kontrowersji zarówno wśród czytelników jak i krytyków literackich. Dzieje grzechu to historia człowieka zniewolonego, którego grzech prowadzi do totalnego upadku, bez możliwości ponownego powstania. Żeromski skupia się na portrecie psychologicznym. Opisuje wewnętrzne przeżycia głównej bohaterki, Ewy Pobratyńskiej. Żeromski ukazuje zawikłane losy kobiety, która wskutek porzucenia przez ukochanego popada w depresję i się stacza. Od tej pory jej życie zmierza w niewłaściwym kierunku. Morduje swoje dopiero co narodzone dziecko, spotyka się z podejrzanymi mężczyznami, a potem zostaje prostytutką. Na końcu ginie, zamordowana przez kochanka.
Powieść była ekranizowana cztery razy: w 1911, 1918, 1933 i 1975. Na pierwsze dwie adaptacje i ich rozpowszechnianie w kinie wydał zgodę Stefan Żeromski.
W 2024 roku miała miejsce premiera dwóch spektakli na motywach powieści Żeromskiego: w lutym w Teatrze im. Heleny Modrzejewskiej w Legnicy i w kwietniu w Narodowym Starym Teatrze im. Heleny Modrzejewskiej w Krakowie.